# Ed Miliband
Edward Samuel "Ed" Miliband (Londres, 24 de dezembro de 1969) é um político britânico, tendo sido o líder da oposição e do Partido Trabalhista do Reino Unido de 2010 a 2015. Durante o governo Gordon Brown, foi secretário de energia e mudanças climáticas e ministro de Cabinet Office. Atualmente serve como Secretário de Estado da Segurança Energética no governo de Keir Starmer.

## Biografia
Nascido em Londres, filho de imigrantes judeus de origem polonesa e belga, Ed Miliband se formou na Universidade de Oxford e depois estudou na London School of Economics, antes de se tornar jornalista e pesquisador do Partido Trabalhista e de se tornar membro do gabinete de Gordon Brown, sendo um dos seus mais confiáveis conselheiros. Em setembro de 2010, foi eleito líder do seu partido e foi um dos principais candidatos ao cargo de primeiro-ministro nas eleições de 2015. Depois da derrota dos Trabalhistas na eleição, renunciou à liderança do partido.
Começou sua carreira política ao assistir ao então porta-voz de Economia do Partido Trabalhista, Gordon Brown. Após a vitória do Partido Trabalhista em 1997, acompanhou Brown, já ministro da Economia, como assessor. Em 2005 concorreu como candidato ao Parlamento Britânico pela circunscrição de Doncaster North, obtendo o assento. Em 2006, Tony Blair o nomeou ministro do Terceiro Setor. Gordon Brown, como primeiro-ministro do Reino Unido, nomeou a Miliband chanceler do Ducado de Lancaster e ministro de Gabinete em 28 de junho de 2007. Miliband foi nomeado em 3 de outubro de 2008 secretário de Estado de Energia e Mudanças Climáticas, cargo de nova criação e que ocupou até 11 de maio de 2010. Nas eleições de 2010, acabou sendo reeleito.
Em 25 de setembro de 2010 foi eleito Líder do Partido Trabalhista com o apoio de 50,6% dos votos, encabeçando a oposição parlamentar ao governo de David Cameron. Então, após a fracassada eleição geral de maio de 2015, Miliband renunciou ao cargo de líder do seu partido.